# Б-251
К-251 — советская и российская подводная лодка проекта 671РТМ «Щука».

## История
8 февраля 1978 года была официально зачислена в списки кораблей ВМФ СССР. 29 июля 1979 года состоялась закладка корабля на судостроительном заводе имени Ленинского Комсомола в Комсомольске-на-Амуре под заводским номером 295.
3 мая 1980 года была спущена на воду, 30 сентября того же года официально вошла в строй, 24 октября вошла в состав 45-й дивизии подводных лодок Тихоокеанского флота.
В 1989-1991 годах три года подряд завоёвывала приз Главкома ВМФ по противолодочной подготовке.
28 апреля 1992 года переклассифицирована в атомную большую подводную лодку и переименована в Б-251.
30 мая 1998 года была выведена из состава ВМФ. Утилизирована в 2009 году.